# Ululodes cajennensis
Ululodes cajennensis is een insect uit de familie van de vlinderhaften (Ascalaphidae), die tot de orde netvleugeligen (Neuroptera) behoort. 
Ululodes cajennensis is voor het eerst wetenschappelijk beschreven door Fabricius in 1787.